# Световно първенство по шахмат 1937
Световното първенство по шахмат през 1937 г. се състои под формата на мач между бившия световен шампион Александър Алехин и спечелилия титлата през 1935 г. Макс Еве.
Мачът се провежда в различни градове в Нидерландия от 5 октомври до 4 декември 1937 г. Алехин си връща титлата.
Това е последното първенство по шахмат, в което световният шампион има право да поставя условията на мача. След като Алехин умира през 1946 г., Световната шахматна федерация поема контрола върху шампионата.

## Резултати
Според регламента, шампион става първият играч отбелязал победи в шест партии и резултат над 15 точки. При резултат 15-15 Еве би запазил титлата си.
|                             | 1 | 2 | 3 | 4 | 5 | 6 | 7 | 8 | 9 | 10 | 11 | 12 | 13 | 14 | 15 | 16 | 17 | 18 | 19 | 20 | 21 | 22 | 23 | 24 | 25 | Победи | Точки |
| --------------------------- | - | - | - | - | - | - | - | - | - | -- | -- | -- | -- | -- | -- | -- | -- | -- | -- | -- | -- | -- | -- | -- | -- | ------ | ----- |
| Александър Алехин (Франция) | 0 | 1 | ½ | ½ | 0 | 1 | 1 | 1 | ½ | 1  | ½  | ½  | 0  | 1  | ½  | ½  | 0  | ½  | ½  | ½  | 1  | 1  | ½  | 1  | 1  | 10     | 15½   |
| Макс Еве (Нидерландия)      | 1 | 0 | ½ | ½ | 1 | 0 | 0 | 0 | ½ | 0  | ½  | ½  | 1  | 0  | ½  | ½  | 1  | ½  | ½  | ½  | 0  | 0  | ½  | 0  | 0  | 4      | 9½    |

Алехин печели първенството.